# Фрикер, Бренда
Бренда Фрикер (англ. Brenda Fricker, род. 17 февраля 1945) — ирландская актриса, обладательница премии «Оскар» (1990).

## Биография
Бренда Фрикер родилась 17 февраля 1945 года в Дублине в журналистской семье. Прежде чем стать актрисой, работала ассистентом редактора в ирландской газете «The Irish Times» и намеревалась в будущем стать репортёром, также как её родители. Но потом девушка увлеклась театром, и её планы изменились. Бренда работала в Ирландском театре, а затем в Национальном театре, Королевском Шекспировском театре и многих других. На киноэкране она впервые появилась в возрасте 19 лет, в фильме «Бремя страстей человеческих», где у неё была очень маленькая роль, даже не указанная в титрах.
Затем Бренда много работала на британском телевидении, где сыграла в сериале «Катастрофа» одну из самых известных своих ролей . В 1990 году Фрикер удостоилась премии «Оскар» за исполнение роли миссис Браун в драме «Моя левая нога».
После ряда успешных фильмов, среди которых «Один дома 2» (1992), «Я женился на убийце с топором» (1993), «Ангелы у кромки поля» (1994), Бренда возобновила активную карьеру на телевидении, снявшись во многих телевизионных фильмах, а также в паре эпизодов сериала «Катастрофа», в котором снималась ещё в 1980-х годах.
Одними из последних успешных фильмов с участием Бренды стали «А в душе я танцую» (2004) и «Замыкая круг» (2007).
Бренда была замужем за актёром Барри Дэвисом, с которым развелась в 1990 г. В настоящее время живёт в Бристоле со своим партнёром Джо.

## Избранная фильмография
- Таинственный Альберт Ноббс (2011) — Полли
- Ливень (2011) — Дотти
- Замыкая круг (2007) — бабушка Рейлли
- Дорога на Тару (2005) — Мона
- Молоко (2005) — Нэн
- А в душе я танцую (2004) — Айлин
- Охота на Веронику (2003) — Берни
- Время убивать (1996) — Этель
- Любовь без имени (1994) — Лили
- Ангелы у кромки поля (1994) — Мегги Нельсон
- Смертельный совет (1994) — Айрис
- Я женился на убийце с топором (1993) — Мэри Маккинзи
- Один дома 2 (1992) — птичница в парке
- Поле (1990) — Мэгги МакКэйб
- Моя левая нога (1989) — миссис Браун
- Роман в бальной комнате (1982) — Бриди
- Грешный Дэви (1969) — эпизод (нет в титрах)
- Молль Флендерс (1996) — миссис Маззаватти

## Награды
- 1990 — Премия «Оскар» — лучшая женская роль второго плана в фильме «Моя левая нога»